# Nordreisa
Nordreisa is een gemeente in de Noorse provincie Troms. De gemeente telde 4919 inwoners in januari 2017.  De gemeente ligt grotendeels op het vasteland. Daarnaast ligt een deel van het Lyngenfjord tot de gemeente en de zuidelijke helft van het eiland Uløya. In de Reisadalen bevindt zich de Mollisfossen waterval met een hoogte van 140 meter.

## Vervoer
Bij het dorp Sørkjosen ligt een vliegveld met verbindingen met Tromsø en Alta.

## Plaatsen in de gemeente
- Sørkjosen
- Storslett

Balsfjord · Bardu · Dyrøy · Gratangen · Harstad · Ibestad · Kåfjord · Karlsøy · Kvæfjord · Kvænangen · Lavangen · Lyngen · Målselv · Nordreisa · Salangen · Senja · Skjervøy · Sørreisa · Storfjord · Tjeldsund · Tromsø

Voormalige gemeentes: Berg · Lenvik · Skånland · Torsken · Tranøy